# Попков Віталій Іванович
Попко́в Віта́лій Іва́нович (нар. 1 травня 1922 року, Москва — пом. 6 лютого 2010) — радянський військовий льотчик, генерал-лейтенант авіації (1968), двічі Герой Радянського Союзу (1943, 1945), заслужений військовий льотчик СРСР (з 1967).
Деякі епізоди з біографії Віталія Івановича лягли в основу сюжету фільму Леоніда Бикова «В бій ідуть самі «старі»».

## Життєпис
Народився 1 травня 1922 року в Москві в сім'ї робітників. Батько — Іван Максимович Попков — водій-механік, учасник Першої світової та громадянської воєн; мати — Єлизавета Дмитрівна Попкова. Росіянин. Член КПРС з 1943 року.

### Дитячі та юнацькі роки
У віці 8 років після шкільних занять став відвідувати авіамодельний гурток. Через 2 роки батьки були відряджені на роботу до дипломатичного представництва в Тегеран, а Віталій та його брат Борис направлені до спецінтернату Ради Народних Комісарів СРСР у Гаграх, де продовжував заняття авіамоделізмом.
Після повернення до Москви навчався в Тушинському аероклубі, який закінчив у 1939 році.
За комсомольською путівкою направлений до Чугуївської військової авіаційної школи льотчиків, яку закінчив у травні 1941 року. Залишений інструктором при школі.

### Німецько-радянська війна
З початком німецько-радянської війни навчальна ескадрилья була переведена до Батайської військової авіаційної школи льотчиків.
У березні-травні 1942 року — пілот резерву 4-го запасного авіаційного полку в Моршанську Тамбовської області.
На фронтах німецько-радянської війни з травня 1942 року: льотчик, командир ланки, заступник командира і командир ескадрильї 5-го гвардійського винищувального авіаційного полку. Брав участь у боях на Калінінському, Південно-Західному, 3-му та 1-му Українському фронтах.
Всього за роки війни здійснив понад 300 бойових вильотів на винищувачах ЛаГГ-3, Ла-5 і Ла-7. У 85 повітряних боях особисто збив 40 літаків супротивника (з них 1 — повітряним тараном).

### Повоєнна служба
До липня 1946 року продовжував командувати ескадрильєю в складі групи радянських окупаційних військ у Німеччині.
У 1951 році закінчив Військово-повітряну академію. Командував винищувальним авіаційним полком у Таврійському військовому окрузі (з 1953 року — ВПС Чорноморського флоту).
У 1954—1955 роках — командир винищувальної авіаційної дивізії ВПС Балтійського флоту.
У 1955—1958 роках — помічник командувача, а у 1958—1962 роках — заступник командувача ВПС Балтійського флоту.
У 1964 році закінчив Академію Генштабу. З 1964 — на відповідальній роботі в міністерстві оборони СРСР.
З 1980 — начальник факультету підготовки іноземних спеціалістів Військово-повітряної інженерної академії ім. М. Є. Жуковського, з 1987 року — начальник спецфакультету цієї ж академії.
У квітні 1989 року генерал-лейтенант авіації В. І. Попков вийшов у відставку.
Мешкав у Москві. Помер 6 лютого 2010 року. Похований на Новодівочому цвинтарі.

## Нагороди і почесні звання
Указом Президії Верховної Ради СРСР від 8 вересня 1943 року за мужність і героїзм, виявлені у боях з німецько-фашистськими загарбниками, командирові авіаційної ланки 5-го гвардійського винищувального авіаційного полку (207-ма винищувальна авіаційна дивізія, 3-й змішаний авіаційний корпус, 17-та повітряна армія, Південно-Західний фронт) гвардії молодшому лейтенантові Попкову Віталію Івановичу присвоєне звання Героя Радянського Союзу з врученням ордена Леніна і медалі «Золота Зірка» (№ 1080).
Указом Президії Верховної Ради СРСР від 27 червня 1945 року командир авіаційної ескадрильї 5-го гвардійського винищувального авіаційного полку (11-та гвардійська винищувальна авіаційна дивізія, 2-й гвардійський штурмовий авіаційний корпус, 2-га повітряна армія, 1-й Український фронт) гвардії капітан Попков Віталій Іванович нагороджений другою медаллю «Золота Зірка» (№ 7900).
Нагороджений трьома орденами Леніна (26.08.1942; 8.09.1943; 28.09.1956), двома орденами Червоного Прапора (30.07.1943; 4.06.1955), орденом Олександра Невського (17.08.1944), двома орденами Вітчизняної війни 1-го ступеня (23.05.1943; 11.03.1985), орденом Вітчизняної війни 2-го ступеня (29.05.1945), двома орденами Червоної Зірки (26.10.1955; 27.12.1982), орденом «За службу Батьківщині в Збройних Силах СРСР» 3-го ступеня (17.02.1976), російськими орденами «За заслуги перед Вітчизною» 4-го ступеня и Пошани (9.05.2007), медалями та іноземними нагородами.
Заслужений військовий льотчик СРСР (8.07.1967).
Почесний громадянин міст Москва, Магадан, Сочі (Росія), Київ, Дніпропетровськ (Україна), Гагри (Грузія), Прага (Чехія), Відень, Парндорф (Австрія), Будапешт (Угорщина), Братислава (Словаччина), Красник (Польща).